# Irmgard Hutter
Irmgard Hutter, geborene Hugenbusch (* 20. Jh.), ist eine deutsch-österreichische Kunsthistorikerin. Ihr Spezialgebiet sind die spätantike und byzantinische Kunst. 
1957 heiratete sie den Kunsthistoriker Heribert Hutter. Irmgard Hutter studierte Kunstgeschichte an der Universität Wien, wo sie 1970 bei Otto Demus promoviert wurde. Mit Otto Demus gab sie das Corpus der byzantinischen Miniaturenhandschriften heraus, dessen fünf Bande von ihr bearbeitet wurden. Sie verfasste auch einen Band und war mit ihrem Mann Autorin des Schlussbandes der Belser Stilgeschichte.

## Schriften
- Frühchristliche Kunst, Byzantinische Kunst (= Belser Stilgeschichte. Band 4). Belser, Stuttgart 1968.
  - Englische Übersetzung: Early Christian and Byzantine Art. New York 1971.
- Die Homilien des Mönches Jakobos und ihre Illustrationen. Vat. gr. 1162 - Par. gr. 1208. Dissertation. Wien 1970.
- mit Heribert Hutter: Konfrontationen. Vergleichende Stilgeschichte (= Belser Stilgeschichte. Band 12). Belser, Stuttgart 1971.
  - Englische Übersetzung: Styles in Art. An historical survey. 1978.
- mit Otto Demus (Hrsg.): Corpus der byzantinischen Miniaturenhandschriften. Hiersemann, Stuttgart ab 1977.
- mit Herbert Hunger (Hrsg.): Byzanz und der Westen. Studien zur Kunst des europäischen Mittelalters. [Festschrift Otto Demus]. Verlag der Österreichischen Akademie der Wissenschaft, Wien 1984.
- mit Paul Canart (Hrsg.): Das Marienhomiliar des Mönchs Jakobus von Kokkinobaphos: Codex vaticanus graecus 1162 (= Codices e vaticani selecti. 79). Zürich 1991.
- mit Ihor Ševčenko (Hrsg.): Αετος. Studies in honour of Cyril Mango presented to him on April 14, 1998. Teubner, Stuttgart 1998.
- (Hrsg.): Otto Demus: Studies in Byzantium, Venice and the West. 2 Bände, Pindar Press, London 1998.